# Amtsgericht Königsee
Das Amtsgericht Königsee war ein von 1879 bis 1952 bestehendes Gericht der ordentlichen Gerichtsbarkeit mit Sitz in der thüringischen Stadt Königsee.

## Geschichte
Anlässlich der Einführung des Gerichtsverfassungsgesetzes am 1. Oktober 1879 wurde im Fürstentum Schwarzburg-Rudolstadt ein Amtsgericht zu Königsee errichtet, dessen Sprengel aus dem Bezirk des vorhergehenden Justizamts Königsee geschaffen wurde und somit die Stadt Königsee und die damaligen Gemeinden Allendorf, Allersdorf, Aschau, Barigau, Bechstedt, Blumenau, Böhlen, Dörnfeld an der Heide (mit Schönheide), Döschnitz, Dröbischau, Egelsdorf, Friedersdorf, Glasbach, Herschdorf, Horba, Lichta, Mankenbach, Mellenbach, Milbitz, Oberhain, Oberköditz, Oberrottenbach, Oberschöbling, Obstfelderschmiede, Rohrbach, Schwarzburg, Sitzendorf, Storchsdorf, Unterhain, Unterköditz, Unterschöbling, Wildenspring und Wittgendorf umfasste. Nächsthöhere Instanz war das Landgericht Rudolstadt.
Die nach der Bildung des Landes Thüringen nötig gewordene Justizreform führte am 1. Oktober 1923 zu einem Gebietsaustausch mit dem Amtsgerichtsbezirk Gehren. Während Böhlen, Friedersdorf und Wildenspring an jenes Gericht abgegeben werden mussten, konnte der Ort Garsitz zugelegt werden. Gleichzeitig konnten noch die vorher zum Amtsgericht Stadtilm zählenden Orte Hengelbach und Paulinzella eingegliedert werden. Vom 1. Januar 1924 bis zum 1. Januar 1925 gehörte auch Pennewitz zum Amtsgerichtsbezirk Königsee.
Durch die Auflösung des Amtsgerichtes Oberweißbach am 1. Oktober 1949 erweiterte sich der Königseer Sprengel ein letztes Mal um die Gemeinden Cursdorf, Deesbach, Goldisthal, Katzhütte, Leibis, Lichtenhain, Meura, Meuselbach-Schwarzmühle, Oberweißbach, Oelze, Scheibe-Alsbach und Unterweißbach. Am 1. Januar 1952 erfolgte dann die Aufhebung des Amtsgerichtes Königsee, dessen Bezirk dem Amtsgericht Rudolstadt zugewiesen wurde.